# Мосты (Городнянский район)
Мосты (укр. Мости) — село,
Ильмовский сельский совет,
Городнянский район,
Черниговская область,
Украина.
Код КОАТУУ — 7421484805. Население по переписи 2001 года составляло 13 человек .

## Географическое положение
Село Мосты находится на расстоянии в 0,5 км от села Ближнее.
Местность вокруг села заболочена.

## История
- 1924 год — дата основания.